# Добротворна задруга Српкиња Панчевачких
Добротворна задруга Српкиња Панчевачких основана је 1894. године и имала је првенстевно хуманитарну улогу, а пред тога развијала је и просветни рад у подизању српског подмлатка. У буђењу националне свести имала је велики значај, јер је подстицала народну културу кроз домаћу радиност. Приређивала је забаве и јавна предавања сарађујући са другим културним друштвима. Задруга је била одраз економских и друштвеноих промена кроз које је пролазило Српско друштво у 19. и првој половини 20. века. Сагледавајући целокупан рад Задруге, може се рећи да је она имала врло значајну улогу у друштвеном, политичком и културно-просветном животу Панчева ширећи родољубље и хуманост. У исто време, поред ове, постојала је у Панчеву Српска занатлијска добротворна и просветна задруга основана 1893. године. Обе су основане на националној основи и бринуле су се око подмлатка, посећивале мајке Српкиње из ратарског, радничког и занатског сталежа и помагале им у одхрањивању и нези деце.
Идеја о оснивању Добротворне задруге Српкиња Панчевачких потекла је од Јована Поповића, професора и директора Више девојачке школе у Панчеву. Марта 1894. године одржан је скуп у Панчеву на којем је присуствовало преко 60 Српкиња. Састанак је отворила Даринка Милутиновић која је образложил циљ састанка. За председницу задруге предложила је Олгу Јагодић, а за записничара професора Јована Поповића. Прочитана су Правила задруге, која су упућена на одобрење Краљевској угарској влади. Оснивачка скупштина одржана је 22. маја 1894. године на којој је конституисана Добротворна задруга Српкиња Панчевачких. За председницу је изабрана Олга Јагодић, за потпреседницу Милеса Ћурчин, за благајницу Даринка Милутиновић, а за записничара професор Јован Поповић. Уз позив за Оснивачку скупштину налази се именик чланица које су се уписале у Задругу, а њих је било укупно 124. То су углавном биле жене и девојке из буржоаских кругова. Задруга је издала Проглас упућен другим женама Панчева да им се прикључе и број чланица се постепно увећавао.
Добротворна задруга Српкиња Панчевачких добила је своју зграду 1928. године када је Марија Радосављевић (рођена Бараковић), удовица Каменка Јовановића, поклонила своју кућу. После овог догађаја Задруга је могла несметано да ради. Она је 1936. поднела молбу Пореској управи Панчева тражећи да се Задруга ослободи пореза на приход од зграде наводећи да је циљ Задруге моралне и просветне природе без икакве зараде. Пореска управа Панчева донела је 15. маја 1936. године решење којим се зграда Добротворне задруге у улици Војводе Бојовића 15 трајно ослобађа пореза на приходе, док се служи у наведене сврхе. За време Другог светког рата, када је окупаторска војска ушла у Панчево, кућу је запосела немачка војска која је знатно оштетила зграду у овом периоду. Задруга је била приморана да ствари изнесе и смести у локал гостионичара Ђоке Михајловића у згради на Тргу Краља Петра 5. После ослобађања зграда је припала Месном одбору Црвеног крста без пристанка Задруге. Године 1954. године донето је решење да се ова зграда прогласи општенародном имовином.
Добротворна задруга Српкиња Панчевачких вршила је надзор над градским сиротиштем чији је назив касније измењен у Дом стараца и старица. Задруга је деловала у дому преко свог ужег одбора и чланице су дежурале у Сиротишту како би се рад у њему одвијао како треба. Према извештају из 1933. године Задрузи је од стране Градског поглаварства био поверен надзор над Домом стараца и старица почев од 1930. све до 1946. године. 
После Октоборске револуције велики број Руса емигрирао је у Југославију. У Панчеву су Руси стигли и оформили руску колонију, која је имала велики број сиромашних и старих и изнемоглих лица. Руским избеглицама Добротворна задруга Српкиња панчевачких помагала је у приходима и организовању руске кухиње. Одмах по доласку Руса у Панчево избила је епидемија тифуса пегавца, да би се негде сместили оболели дата је представницима Руске колоније празна зграда бивше аустријске болнице где је формиран Панчевачки руски сенаторијум. Године 1923. формиран је женски добротворни комитет за организовање помоћи руским избеглицама, а наредне године основана је и Руска кухиња тзв. Руска трпеза, где је храна избеглицама дељена бесплатно.
Добротворна задруга настојала је да прибави што више прихода како би обављала добротворни рад у првом реду у помагању и збрињавању сиромашне деце. У том циљу приређивала је забаве са игранком, као и предавања и изложбе. Сарађивала је са осталим друштвима и била укључена у све културне, хуманитарне и националне манифестације града. У ширењу националне културе помагала је домаћу радиност и тиме пропагирала Српску културу. Прослављајући своју славу и негујући народне обичаје често је била у вези са Црквеном општином, која је такође имала великог удела на културном и националном пољу. Задруга је водила бригу о гробовима ратника српске ослободилачке војске на православном гробљу, а такође је покренула и акцију изградње споме-костурнице на овом гробљу.
Окупацијом Баната априла 1941. године формирана је Установа војног заповедника у Србији са седиштем у Београду. Војни заповедник био је представник немачког Рајха и централни орган војне управе за Србију, Банат и Срем. Градоначелник Панчева упутио је Добротворној задрузи Српкиња панчевачких Наредбу војног заповедника Србије којом се забрањујуе рад свим удружењима сем оним који служе чисто привредним циљевима. Задруга је упућивала молбе да јој се омогући да настви са радом, јер је њен рад искључиво хуманитарне природе. Молбе ће на крају бити услишене. Задруга се, у овом периоду, ангажује у акцији зимске помоћи, у организовању кухиње у сиротишту, прикупљању прилога за Руску трпезу и друге. Задруга се доста ангажовала на пољу збрињавања избегличке деце, па је 1942. године сакупила 2000 динара за њихову одећу. Такође, задруга је успела да издејствује да се повећају финансијска средства Сиротињском дому. За време рата Задруга је, поред других активности, слала пакете српским ратним заробљеницима, а у марту 1943. године приложила је 1500 динара за слање пакета, које је организовало Српско друштво Црвеног крста у Београду. После ослобођења Задруга је и даље радила све до 1954. године када је у новим друштвеним условима њена делатност изгубила значај.
- Добротворна задруга Српкиња Новосаткиња

1. 1 2 3 4 5  Petrović 1995, стр. 51–81

P. Spomenka, Dobrotvorna zadruga Srpkinja pančevačkih, u: Informatoru (sveska 24), Istorijski arhiv u Pančevu, Pančevo, 1995. (51-81)
- Рад Добротворних Задруга Српкиња до 1941.